# Groupe d'astronautes 20

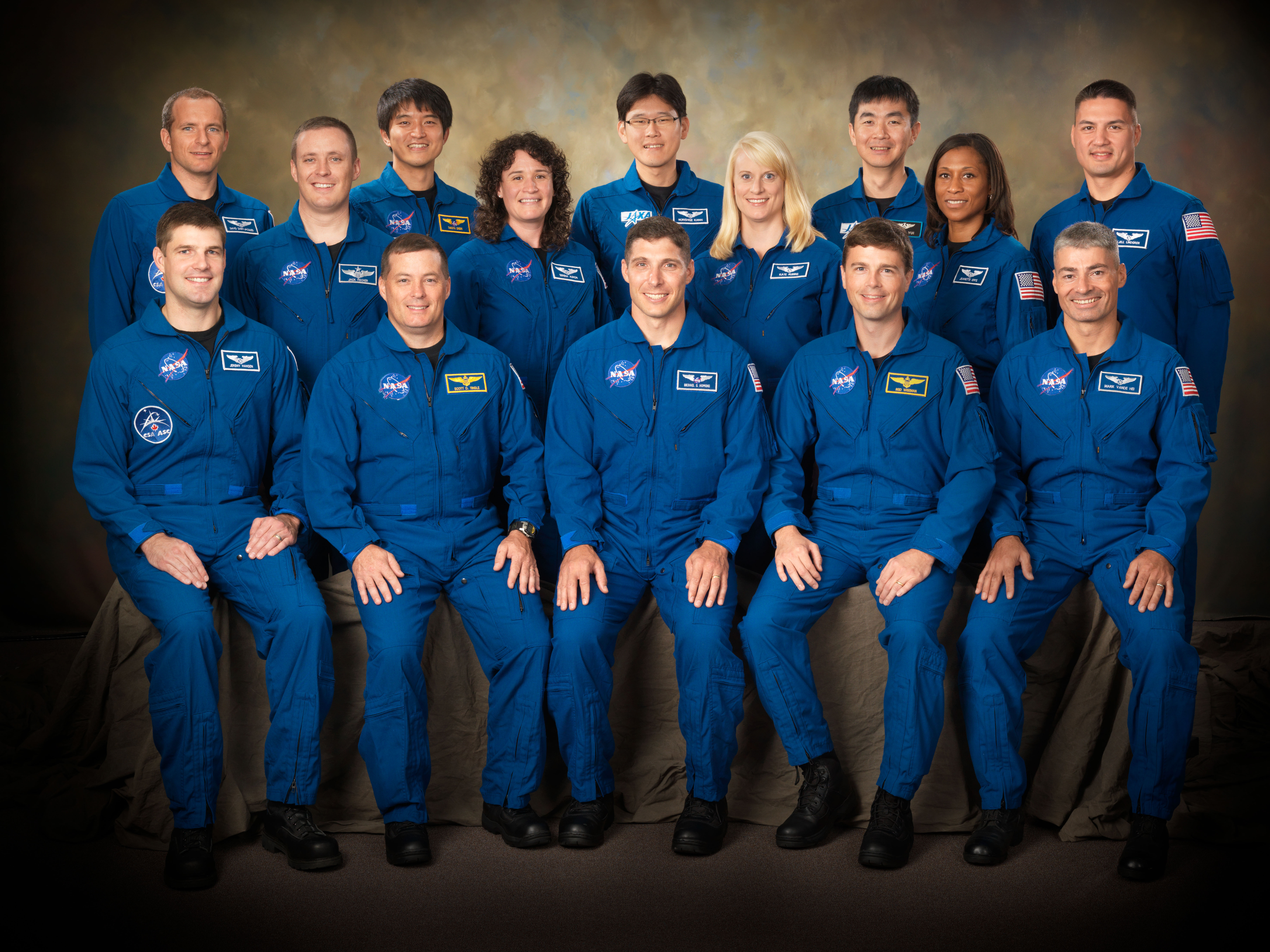
Groupe d'astronautes 20
Devant, de gauche à droite : Jeremy Hansen, Scott D. Tingle, Michael S. Hopkins, Gregory R. (Reid) Wiseman et Mark T. Vande Hei.
Milieu, de gauche à droite : Jack D. Fischer, Serena M. Auñón, Kathleen (Kate) Rubins et Jeanette J. Epps.
Derrière, de gauche à droite: David Saint-Jacques, Takuya Onishi, Norishige Kanai, Kimiya Yui et Kjell N. Lindgren.

Le groupe d'astronautes 20 (connu également sous le nom de « The Chumps ») est le vingtième groupe d'astronautes de la National Aeronautics and Space Administration (NASA) sélectionné en août 2009.
Ces 14 astronautes ont commencé leur entraînement en août 2009 et sont promus officiellement astronautes le 4 novembre 2011.

## Membres du groupe

### Spécialistes de mission
- Serena M. Auñón-Chancellor[1]
  - Station spatiale internationale, 2018 : mission Soyouz MS-09 - expéditions 57 et 58

- Jeanette J. Epps[1]

- Jack D. Fischer[1]
  - Station spatiale internationale 2017 : mission Soyouz MS-04 - expéditions 51 et 52

- Michael S. Hopkins[1]
  - Station spatiale internationale de 2013-2014 : mission Soyouz TMA-10M - expéditions 37 et 38
  - Station spatiale internationale de 2020-2021 : mission SpaceX Crew-1 - expéditions 64 et 65

- Kjell N. Lindgren[1]
  - Station spatiale internationale, 2015 : mission Soyouz TMA-13M - expéditions 40 et 41

- Kathleen Rubins[1]
  - Station spatiale internationale, 2016 : mission Soyouz MS-01 - expéditions 48 et 49
  - Station spatiale internationale, 2020-2021: mission Soyouz MS-17 - expéditions 63 et 64

- Scott D. Tingle[1]
  - Station spatiale internationale, 2017-2018 : mission Soyouz MS-07 - expéditions 54 et 55

- Mark T. Vande Hei[1]
  - Station spatiale internationale, 2017-2018 : mission Soyouz MS-06 - expéditions 53 et 54
  - Station spatiale internationale, 2021 : mission Soyouz MS-18 - expédition 65 et 66

- Gregory Reid Wiseman[1]
  - Station spatiale internationale, 2014 : mission Soyouz TMA-13M - expéditions 40 et 41

### Spécialistes de mission internationaux
- Jeremy Hansen  Canada[2]
- Norishige Kanai,  Japon
  - Station spatiale internationale, 2017-2018 : mission Soyouz MS-07 - expéditions 54 et 55

- Takuya Onishi,  Japon
  - Station spatiale internationale, 2016 : mission Soyouz MS-01 - expéditions 48 et 49

- David Saint-Jacques,  Canada[2]
  - Station spatiale internationale, 2018-2019 : mission Soyouz MS-11 - expéditions 58 et 59

- Kimiya Yui,  Japon
  - Station spatiale internationale, 2015 : mission Soyouz TMA-17M - expéditions 44 et 45